# Milev (Numidie)
Milev (en latin, également « Milevum » ou  « Mireon » ; Μιραίον en grec ancien) était une ville berbère et romaine située dans la province romaine de Numidie. Elle a connu son apogée sous l’Empire romain et a joué un rôle notable dans l’histoire chrétienne de l’Afrique du Nord. Cette ancienne cité correspondant aujourd’hui à l’actuelle ville de Mila, dans l’est de l’Algérie. 

## Histoire
Dans le traité de Géographie de Ptolémée (livre IV, III, 7), la ville est mentionnée sous le nom de Mileum. À l'époque de l'Empire romain, elle était appelée Colonia Sarnensis Milevitana, en référence au fleuve Sarnus en Campanie (Sud de l'Italie), d'où étaient originaires les colons. Ce nom apparaît fréquemment dans les inscriptions de la ville.
Avec Cirta, Collo et Rusicade, Milev faisait partie de la confédération connue sous le nom des "Quatre Colonies", dont le territoire était très étendu. Cette région fut entièrement romanisée au IVe siècle, époque à laquelle elle fut renommée Numidia Cirtense. Selon l'historien Theodor Mommsen, presque toute la population y parlait le Roman africain.
La ville prospérait grâce à l’agriculture, notamment la culture du blé et l’élevage, ainsi que le commerce avec d’autres cités d’Afrique du Nord.
Dans la seconde moitié du IVe siècle, Milev était entièrement christianisée et comptait environ 15 000 habitants.
Au VIe siècle, l’empereur byzantin Justinien Ier fit entourer Milev d’un mur fortifié, qui subsiste encore aujourd’hui et sert de rempart à la ville musulmane de Mila. La ville a également livré un grand nombre d'inscriptions latines ainsi qu’une statue colossale de Saturne.
Le christianisme est apparu au IIe siècle et a dominé Milev au IVe siècle.
Deux conciles ecclésiastiques se sont tenus à Milev, l'un en 402 et l'autre en 416. Le second concile fit appel au pape Innocent Ier pour réprimer l'hérésie pélagienne.
Après l'an 675, la ville est conquise par les Arabes omeyyades sous le commandement d'Abou al-Mouhajir Dinar. Dès lors, Milev a disparu des récits historiques.

## Diocèse
La ville était le centre d’un petit Diocèse. Parmi les évêques de ce siège épiscopal, on compte :
- Pollianus, présent au Concile de Carthage (255) et martyrisé deux ans plus tard ;
- Optatus episcopus Mileuitanus, connu pour son opposition aux donatistes, décédé vers 385 apr. J.-C. et commémoré le 4 juin ;
- Honorius ;
- Severus, compatriote et ami de Saint Augustin ;
- Benenanus (484 apr. J.-C.) ;
- Restitutus, qui participa au deuxième concile de Constantinople en 553 apr. J.-C.

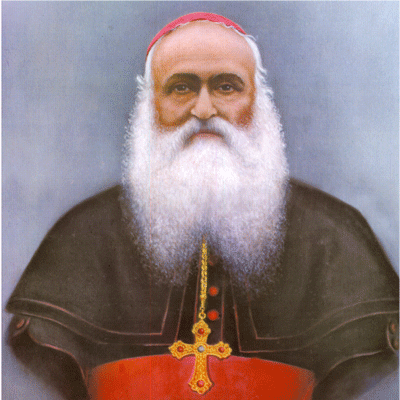
Charles Lavigne Évêque de Milev.

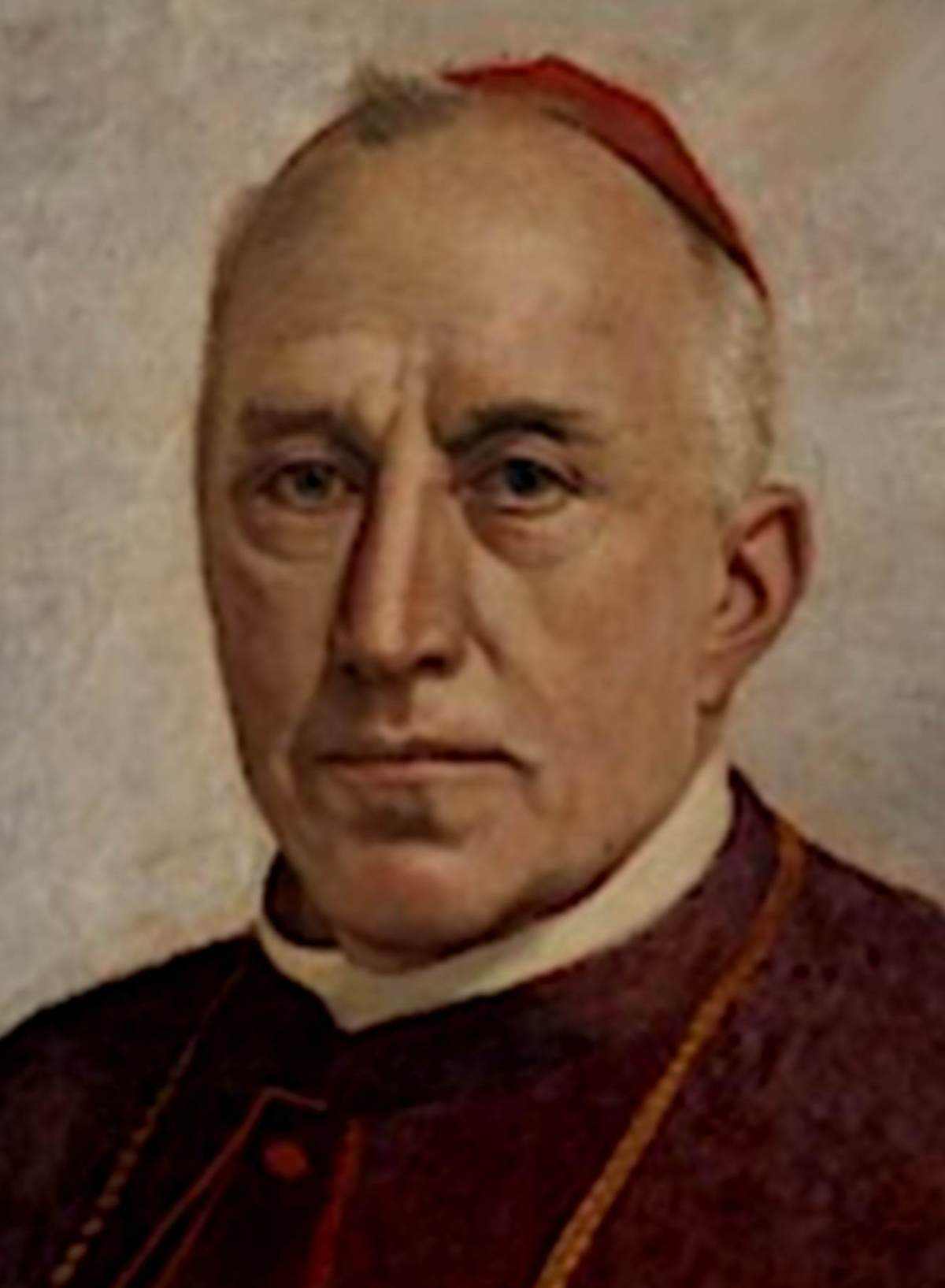
Évêque Anton Gisler.

Milev reste aujourd’hui un siège titulaire dans la province ecclésiastique de Numidie.
Liste des évêques titulaires de Milev :
- Emmanuel a Santo Ludovico (nommé le 8 février 1672)
- Hyacinthus de Saldanha (nommé le 28 janvier 1675)
- Johann Ignaz Dlouhovesky de Longavilla (nommé le 10 avril 1679 – décédé le 10 janvier 1701)
- Caius Asterius Toppi (nommé le 15 novembre 1728 – décédé le 20 mai 1754)
- Anton de Révay (nommé le 20 mai 1754 – transféré le 16 septembre 1776 comme évêque de Rožňava)
- Wilhelm Joseph Leopold Willibald von Baden (nommé le 12 juillet 1779 – décédé le 9 juin 1798)
- Angiolo (Angelo) Cesarini (nommé le 28 septembre 1801 – décédé le 7 mai 1810)
- Thomas Coen (nommé le 26 janvier 1816 – transféré le 9 octobre 1831 comme évêque de Clonfert)
- Bernard Collier (nommé le 14 février 1840 – décédé le 7 décembre 1847)
- Jean-Marie Tissot (nommé le 11 août 1863 – transféré le 25 novembre 1886 comme évêque de Vizagapatam)
- Charles Lavigne (nommé le 13 septembre 1887 – transféré le 27 août 1898)
- James Bellord (en) (nommé le 16 février 1899 – décédé le 11 juin 1905)
- Ivan Borzatti de Löwenstern (nommé le 15 mars 1907 – décédé le 17 février 1926)
- Acacio Chacón Guerra (nommé le 10 mai 1926 – décédé le 1ᵉʳ août 1927)
- Anton Gisler (nommé le 20 avril 1928 – décédé le 4 janvier 1932)
- Jean-Félix de Hemptinne (nommé le 15 mars 1932 – décédé le 6 février 1958)
- José Manuel Piña Torres (nommé le 12 mai 1958 – décédé le 7 juillet 1997)
- Joseph Ignace Randrianasolo (nommé le 24 octobre 1997 – transféré le 3 juin 1999 comme évêque de Mahajanga)
- Joseph Chennoth (nommé le 24 août 1999 – en fonction)

Le titre de siège titulaire est attribué à des évêques qui n’ont pas de diocèse territorial sous leur juridiction mais qui occupent un siège historique disparu. Milev, ayant perdu son statut de diocèse actif après la conquête arabe, est ainsi resté un titre honorifique au sein de l’Église catholique.